# Get Up and Jump
Singles de Red Hot Chili Peppers
True Men Don't Kill Coyotes
(1984) Jungle Man
(1985)
Get Up and Jump est une chanson des Red Hot Chili Peppers. Sortie en single en 1984, c'est le deuxième extrait de leur album Red Hot Chili Peppers. Le titre est assez représentatif, en effet la chanson est très rapide et vive. Celle-ci et Out in L.A. étaient les deux premières chansons écrites par le groupe et étaient jouées avant même l'obtention d'un contrat.